# Urospora
Urospora — рід грибів родини Tricholomataceae. Назва вперше опублікована 1889 року.

## Класифікація
До роду Urospora відносять 6 видів:
- Urospora applicata
- Urospora bicaudata
- Urospora cocciferae
- Urospora kavinii
- Urospora leucochrius
- Urospora mitis